# Корнеев, Владимир Фёдорович
Владимир Фёдорович Корнеев (1924 — 1997) — советский деятель органов охраны общественного порядка, начальник МУРа, полковник милиции. Наряду с В. П. Араповым является одним из прототипов В. И. Шарапова.

## Биография
Родился в семье рабочих Тульского патронного завода. В начале 1930-х семья переехала в столицу, где окончил среднюю школу и поступил на завод, продолжая обучение в производственном техникуме. 
Летом 1941 отправился добровольцем в военкомат, рыл окопы и траншеи под Вязьмой. В конце июля 1942 его с товарищами приняли в разведывательную школу НКВД, проходили службу в 88-м истребительном батальоне НКВД СССР. Стал командиром разведки в диверсионной группе отряда с кодовым названием «Быстрые», 6 раз забрасывался во вражеский тыл, рейды длились неделями и месяцами. В 1944 отряд «Быстрых» передали в качестве фронтовой разведки пехоте, стал помощником командира взвода полковой разведки 56-го гвардейского стрелкового полка 19-й гвардейской стрелковой дивизии 3-го Белорусского фронта, получил тяжелейшее ранение и был комиссован с воинской службы. За время войны семье трижды приходили похоронки. В конце осени 1944 назначен на должность разведчика оперативного отдела Управления милиции столицы, внедрялся в преступные сообщества и банды, выявлял дезертиров. 
В августе 1945 переведён на работу в Московский уголовный розыск. Получил высшее юридическое образование. Среди других дел, участвовал в ликвидации банды И. Митина, возвращал украденную у Д. Ф. Ойстраха скрипку «Марсик-Страдивари», искал 59 экспонатов, украденных из краеведческого музея: иконы XV—XVII веков, кресты, пелены строгановского шитья, а также ловил легендарного квартирного вора Б. Р. Венгровера. Стал начальником МУРа, заместителем являлся А. А. Гельфрейх. Назначается начальником отдела Главного управления уголовного розыска МВД СССР, ездит в командировки по всему Советскому Союзу. После выхода на пенсию ежедневно работал в Совете ветеранов МУРа. Писатель В. Я. Шорор брал интервью, собираясь написать книгу о Б. Р. Венгровере, но не успел, скончавшись в 1994. Увлекался охотой, жена — Евгения Кирилловна Корнеева (1924 — 2020), дети.

### Звания
- рядовой (1942);
- гвардии сержант;
- гвардии старший сержант;
- полковник милиции.

### Награды
- Орден Красного Знамени (?)
- Орден Отечественной войны 1-й степени (06.04.1985)[6]
- Орден Красной Звезды (?)
- Ордена Красной Звезды (?)
- Орден Славы 3-й степени (08.08.1944)[7]
- Медаль «За боевые заслуги» (?)
- Медаль «За боевые заслуги» (?)
- Медаль «За оборону Москвы» (01.05.1944)[7]
- Медаль «Партизану Отечественной войны» 1-й степени (07.02.1944)[7]
- Медаль «За победу над Германией в Великой Отечественной войне 1941—1945 гг.» (09.05.1945)[7]